# Península de Takanawa
La península de Takanawa (高縄半島 Takanawa-hantō?) es una península que se encuentra al noroeste de la isla de Shikoku, en la zona central de la prefectura de Ehime. 

## Características
Hacia el norte y oeste se extiende el Itsuki-nada (斎灘?); y hacia el este, y separada por el estrecho de Kurushima, se encuentra el Hiuchi-nada (燧灘?). Los "nada" son porciones de mar que se caracterizan por la escasez de islas.
Hacia el oeste se encuentra la Ciudad de Matsuyama, hacia el norte la Ciudad de Imabari y hacia el este la Ciudad de Saijo. Todas están comunicadas por medio de la Línea Yosan de la JR, que tiene un recorrido que bordea la costa de la península.
Las rutas principales fueron la Ruta Nacional 196 que bordea la península de Takanawa por la zona costera, y la Ruta Nacional 11 que la atraviesa en sentido este-oeste en la zona sur. Pero recientemente se inauguró el Túnel de Mizugatoge (水ヶ峠トンネル Mizugatōge-tonneru?) que atraviesa la zona montañosa, lo que permitió a la Ruta Nacional 317 unir en forma directa las ciudades de Matsuyama e Imabari.
Además es atravesada por la autovía de Matsuyama, y las autovías de Nishiseto e Imabari-Komatsu que están siendo extendidas. 
En la zona montañosa central de la península se encuentra el monte Takanawa (高縄山 Takanawa-san?) de 986 m de altura y que le dio nombre a la misma. Sin embargo, el punto más alto corresponde al monte Higashi-Sanpogamori (東三方ヶ森 Higashi-Sanpōgamori?) de 1233 m. La península está constituida principalmente por granito.
- Datos: Q9058116